# ناريش
ناريش أو نارِس وهي منطقة تقع في بابل وفقاً للمصادر اليهوية القديمة.تقع ناريش أو نارِس بالقرب من منطقة سورا القريبة من القناة المائية. قد تكون متطابقة مع مدينة نهراس أو ما تسمى بـنهر سار المطلة على نهر دجلة. وقد تم ذكرها مع المدائن أو ما تسمى بـسلمان باك الواقعة جنوب شرق بغداد, وأيضا مع سافونيا و بومبيديتا أو ماتسمى في الوقت الحالي بـالفلوجة. على الرغم من ذكرها سوياً إلا أنه لا يعني أنها قريبة من بعض. من المحتمل أنها تبعد 20 كم جنوب شرق سورا, في قرية نارسا الحديثة في منطقة الحلة.